# Staygold
Staygold is een Zweeds producersduo bestaande uit Carli Löf en Måns Glaeser en maken een mix van popmuziek, dance en electro. Het duo is in Nederland en Vlaanderen bekend geworden door hun single Wallpaper uit 2012.

## Geschiedenis
Löf en Glaeser waren al vrienden tijdens hun tienerjaren. Begin jaren 90 ontdekten zij hun gezamenlijke liefde voor muziek. Ze begonnen met het produceren en schrijven van muziek voor andere artiesten, waaronder Robyn, Spank Rock en Mapei. Onder de naam Savage Skulls maakte ze remixen voor Moby, Timbuktu en Miike Snow.
In 2010 verscheen op het Magnetron Music label de ep Staygold. Op 23 november 2012 verscheen hun debuutalbum Rain on our parade. Als voorloper op dit album werd op 19 oktober 2012 de single Wallpaper als muziekdownload uitgebracht. Het nummer is een samenwerking met Linus Eklöw als mede-producent en met Pow als zangeres. De single werd in week 46 van 2012 3FM Megahit en een week later Alarmschijf op 538. Het nummer bereikte een achtste plaats in de Nederlandse Single Top 100 en een zesde plaats in de Nederlandse Top 40. In Vlaanderen kwam het nummer niet verder dan een tipnotering in de Ultratip 100.

## Discografie

### Albums
| Album met eventuele hitnotering(en) in de Nederlandse Album Top 100 | Datum van verschijnen | Datum van binnenkomst | Hoogste positie | Aantal weken | Opmerkingen |
| ------------------------------------------------------------------- | --------------------- | --------------------- | --------------- | ------------ | ----------- |
| Staygold                                                            | 2010                  | -                     |                 |              | ep          |
| Rain on our parade                                                  | 23-11-2012            | -                     |                 |              |             |

### Singles
| Single met eventuele hitnotering(en) in de Nederlandse Top 40 | Datum van verschijnen | Datum van binnenkomst | Hoogste positie | Aantal weken | Opmerkingen                                                       |
| ------------------------------------------------------------- | --------------------- | --------------------- | --------------- | ------------ | ----------------------------------------------------------------- |
| Wallpaper                                                     | 19-10-2012            | 17-11-2012            | 6               | 17           | met Style of Eye & Pow / Nr. 8 in de Single Top 100 / Alarmschijf |

| Single met hitnotering(en) in de Vlaamse Ultratop 50 | Datum van verschijnen | Datum van binnenkomst | Hoogste positie | Aantal weken | Opmerkingen            |
| ---------------------------------------------------- | --------------------- | --------------------- | --------------- | ------------ | ---------------------- |
| Wallpaper                                            | 2012                  | 01-12-2012            | tip1            | -            | met Style of Eye & Pow |

## Nummers op albumRain on our parade
- Backseat (met Lady Tigra, Spank Rock & Damian Adore)
- Wallpaper
- Imagination (met Spank Rock)
- Nouveau riche (met Faberyayo)
- Justify (met Pow)
- Video kick snare
- Purple Music (met Mapei)
- Flavius marianus (met Mapei)
- Swimsuit (met Damian Adore & Lady Chann)
- Staygold
- Night eyes interlude (met Sylvia Gordon)